# Natascha Sojc
Natascha Sojc (* 1966 in München) ist eine deutsche Klassische Archäologin.
Nach einer Silberschmiedelehre studierte Natascha Sojc ab 1989 Klassische Archäologie, Alte Geschichte und Provinzialrömische Archäologie in München und Heidelberg. Sie erlangte den Magisterabschluss 1993 an der Universität München, wo sie auch 2000 als Mitglied des Graduiertenkollegs Geschlechterdifferenz und Literaturwissenschaft mit der Dissertation Die (Un)sichtbaren. Frauen auf attischen Grabsteinen klassischer Zeit promoviert wurde, die sich mit der Ikonografie klassischer griechischer Grabreliefs beschäftigt.
2001 wurde Sojc an der Universität Würzburg Mitglied des Graduiertenkollegs Wahrnehmung der Geschlechterdifferenz in religiösen Symbolsystemen. In Würzburg wurde sie 2007 auch mit einer Arbeit zu den römischen Kaiserpalästen auf dem Palatin in Rom (Domus Augustana) habilitiert, an deren Erforschung sie seit 2004 beteiligt war. Von 2009 bis 2014 war sie Professorin für Klassische Archäologie an der Universität Leiden, seit 2014 lehrt sie Klassische Archäologie an der Universität Augsburg.

## Schriften (Auswahl)
- Trauer auf attischen Grabreliefs. Frauendarstellungen zwischen Ideal und Wirklichkeit. Reimer, Berlin 2005, ISBN 3-496-02781-9. (= Dissertation)
- (Hrsg.): Neue Fragen, neue Antworten. Antike Kunst als Thema der Gender Studies. Geschlecht, Symbol, Religion; Band 3. LIT Verlag, Berlin, Münster, Wien, Zürich, London 2005, ISBN 3-8258-7369-2.
- (Hrsg.): Domus Augustana. Neue Forschungen zum „Versenkten Peristyl“ auf dem Palatin. – Investigating the "Sunken Peristyle" on the Palatine Hill. Sidestone Press, Leiden 2012, ISBN 90-8890-040-X.
- mit Aloys Winterling, Ulrike Wulf-Rheidt (Hrsg.): Palast und Stadt im severischen Rom. Steiner, Stuttgart 2013, ISBN 978-3-515-10300-8.